# Phorbia nitidula
Phorbia nitidula este o specie de muște din genul Phorbia, familia Anthomyiidae. A fost descrisă pentru prima dată de Daniel William Coquillett în anul 1903. Conform Catalogue of Life specia Phorbia nitidula nu are subspecii cunoscute.